# Hans A. Fischer-Barnicol
Hans Adolf Fischer-Barnicol (* 24. August 1930 in Eisenach; † 28. April 1999 in Kloster Pernegg/Österreich) war ein deutscher Religions- und Kulturwissenschaftler und Philosoph. Er war Leiter des Instituts für Interkulturelle Forschung in Heidelberg.

## Leben und Wirken
Hans Fischer-Barnicol machte das Abitur am humanistischen Gymnasium in Eisenach. Zwei Jahre später floh er aus der Sowjetischen Besatzungszone in den Westen. Von 1948 bis 1957 studierte er Theologie, Religionswissenschaften und Philosophie in West-Berlin. Von 1958 bis 1962 wirkte Fischer-Barnicol in der Redaktion einer internationalen Enquete über Probleme der Universitätsreform und der Wissenschaftstheorie. Von 1959 bis 1969 war er in einem Forschungskreis für Symbolik tätig, den er auch mitgegründet hatte und schrieb Entwürfe für ein internationales Forschungszentrum über „Grundfragen der Wissenschaften“. Er gab Carl Albrechts Schriften zur Mystik heraus.
1969 wurde Fischer-Barnicol Professor und Dr. h. c. der Academia Sinica, Xang-Ming Shan, Taipei (ROC). Von 1973 bis 1994 war Fischer-Barnicol Mitbegründer und Organisator des das Institut für Interkulturelle Forschung (IIR) tragenden Stiftungsverbandes, der Intercultural Cooperation (ICC) International mit der Zentrale in der Schweiz. Von 1991 bis 1995 hielt er Vorlesungen und Seminare an Universitäten in China.